# Paramachaerium
Paramachaerium es un género de plantas con flores con seis especies perteneciente a la familia Fabaceae.

## Especies
- Paramachaerium gruberi
- Paramachaerium krukovii
- Paramachaerium ormoaioides
- Paramachaerium ormosioides
- Paramachaerium schomburgkii (Benth.) Ducke - itaca de la Guayana[1]
- Paramachaerium schunkei